# Patrick van Falier
Patrick van Falier (25 augustus 1973) is een Nederlands oud-schaatser uit Haarsteeg die halverwege de jaren 90 in de nationale subtop schaatste.
Zijn beste jaar was 1996, toen hij zevende werd bij het NK allround en vierde op het NK 1000m. In 2001 maakte hij nog een comeback en deed voor de enige keer in zijn carrière mee aan het NK Sprint, hij werd vijftiende.

## Persoonlijke records
| Afstand      | Tijd     | Datum            | Baan       |
| ------------ | -------- | ---------------- | ---------- |
| 500 meter    | 38,32    | 29 december 2000 | Heerenveen |
| 1000 meter   | 1.14,34  | 29 december 2000 | Heerenveen |
| 1500 meter   | 1.54,34  | 23 maart 1996    | Calgary    |
| 3000 meter   | 4.02,06  | 22 maart 1996    | Calgary    |
| 5000 meter   | 6.57,00  | 23 maart 1996    | Calgary    |
| 10.000 meter | 14.58,88 | 6 januari 1996   | Den Haag   |